# Coupe de l'EHF féminine 1995-1996
Navigation
Coupe de l'EHF 1994-1995 Coupe de l'EHF 1996-1997
La Coupe de l'EHF 1995-1996 est la quinzième édition de la Coupe de l'EHF féminine, compétition de handball créée en 1981 et organisée par l'EHF.
Le club hongrois du Debreceni VSC conserve son titre, étant pour la deuxième année consécutive vainqueur grâce aux buts marqués à l'extérieur, cette fois aux dépens du Larvik HK.

## Formule
La coupe de l'EHF est aussi appelée la C3. Toutes les rencontres se déroulent en matchs aller-retour.
Les vingt-six clubs participant à la compétition sont qualifiées par leurs fédérations nationales selon leurs résultats en championnat :
- vingt équipes participent au tour préliminaire
- six équipes sont directement qualifiées pour les huitièmes de finale.

## Résultats

### Tour préliminaire
Les matchs ont eu lieu du 7 au 15 octobre 1995 :
| Club                  | Aller   | Total   | Retour  | Club                  |
| --------------------- | ------- | ------- | ------- | --------------------- |
| Avtomobilist Brovary  | 23 – 20 | 39 – 43 | 16 – 23 | RK Olimpija Ljubljana |
| Valencia Urbana       | 38 – 19 | 72 – 28 | 34 – 09 | Gabrovo HC            |
| Maccabi Rishon LeZion | 16 – 28 | 29 – 54 | 13 – 26 | Zagłębie Lubin        |
| Plastika Nitra        | 27 – 31 | 53 – 60 | 26 – 29 | Radnički Belgrade     |
| Metalurg Skopje       | 27 – 19 | 47 – 36 | 20 – 17 | Handball Salerno      |
| Kolkheti Poti         | 13 – 30 | 24 – 65 | 11 – 35 | Anadolu SK            |
| GE Véria              | 19 – 28 | 39 – 57 | 20 – 29 | TV Uster              |
| Francfort HC          | 27 – 18 | 49 – 38 | 22 – 20 | HC Westland           |
| Graničar Đurđevac     | 29 – 09 | 51 – 24 | 22 – 15 | Fémina Visé           |
| SG Landhaus/Post      | 19 – 31 | 31 – 72 | 12 – 41 | Istochnik Rostov      |

### Huitièmes de finale
Les matchs ont eu lieu du 11 au 19 novembre 1995 :
| Club                  | Aller   | Total   | Retour  | Club                |
| --------------------- | ------- | ------- | ------- | ------------------- |
| RK Olimpija Ljubljana | 18 – 21 | 30 – 45 | 12 – 24 | Valencia Urbana     |
| Zagłębie Lubin        | 24 – 20 | 40 – 42 | 16 – 22 | Kisvárdai SE        |
| Radnički Belgrade     | 18 – 23 | 37 – 50 | 19 – 27 | Larvik HK           |
| Metalurg Skopje       | 20 – 25 | 36 – 49 | 16 – 24 | Stade français-Issy |
| Anadolu SK            | 16 – 30 | 39 – 65 | 23 – 35 | GOG Gudme           |
| TV Uster              | 20 – 26 | 35 – 54 | 15 – 28 | Debreceni VSC       |
| Istochnik Rostov      | 26 – 16 | 48 – 41 | 22 – 25 | Francfort HC        |
| Graničar Đurđevac     | 20 – 30 | 41 – 56 | 21 – 26 | Rapid Bucarest      |

### Quarts de finale
Les matchs ont eu lieu le 14 et le 20 ou le 21 janvier 1996 :
| Club             | Aller   | Total    | Retour  | Club                |
| ---------------- | ------- | -------- | ------- | ------------------- |
| GOG Gudme        | 25 – 16 | 40 – 40E | 15 – 24 | Debreceni VSC       |
| Valencia Urbana  | 30 – 13 | 52 – 35  | 22 – 22 | Kisvárdai SE        |
| Istochnik Rostov | 30 – 17 | 48 – 33  | 18 – 16 | Rapid Bucarest      |
| Larvik HK        | 25 – 18 | 45 – 43  | 20 – 25 | Stade français-Issy |

### Demi-finales
Les matchs ont eu lieu le 24 et le 31 mars 1996 :
| Club             | Aller   | Total   | Retour  | Club            |
| ---------------- | ------- | ------- | ------- | --------------- |
| Debreceni VSC    | 25 – 20 | 48 – 42 | 23 – 22 | Valencia Urbana |
| Istochnik Rostov | 26 – 19 | 43 – 45 | 17 – 26 | Larvik HK       |

### Finale
Les matchs ont eu lieu le 4 et le 12 mai 1996 :
| Club      | Aller   | Total    | Retour  | Club          |
| --------- | ------- | -------- | ------- | ------------- |
| Larvik HK | 23 – 20 | 38 – 38E | 15 – 18 | Debreceni VSC |

## Les championnes d'Europe
| Vainqueur de la Coupe de l'EHF 1995-1996 Debreceni VSC 2e titre |